# MgCu2
MgCu2是由镁和铜构成的二元金属间化合物，属立方晶系，其空间群为Fd3m，晶胞参数a = 7.04 Å。MgCu2也是一类化合物的结构类型，具有这一结构的有LaNi2、CeFe2、CeOs2、EuIr2、EuPt2、TmRh2等。

## 制备
MgCu2可由Mg2Cu的氢化反应，或铜和氢化镁在高温和压强下反应得到：
2 Mg2Cu + 3 H2 → 3 MgH2 + MgCu2
MgH2 + 2 Cu → MgCu2 + H2↑
MgCu2也可以由化学计量比的单质在过量铜的存在下于380 °C反应制得。

## 性质
MgCu2可以和硼或其氧化物反应，生成镁的硼化物。
Cu2Mg + 2 B → 2 Cu + MgB2
Cu2Mg + 6 B → 2 Cu + MgB6
14 Cu2Mg + 4 B2O3 → 28 Cu + MgB2 + MgB6 + 12 MgO
它也能和氢化镁反应，生成正交晶系的Mg2Cu并放出氢气。